# منتدى ديفيا
منتدى ديفيا (DiViA Forum) هو منتدى الأعمال الرقمية و التسويق و علاقات العملاء الذي تنظمه جامعة ألتو للتعليم التنفيذي (Aalto University Executive Education) المحدودة.
تم تنظيم أول منتدى لديفيا عام 2002. وناقشت موضوعات المنتدى أحدث الأبحاث الأكاديمية، و الموضوعات و أفضل ممارسات الأعمال الرقمية و التسويق.marketing.

## أعضاء ديفيا
يضم أعضاء منتدى ديفيا حوالي مئة شركة فنلندية ما بين الشركات الكبرى والمتوسطة.
يتمثل الجمهور الرئيسي لمنتدى ديفيا في المستوى الإداري في وظائف الشركات المختلفة، كالتسويق وتطوير الأعمال و المبيعات و الأعمال التجارية/العمليات.

## ندوات ديفيا
يتضمن منتدى ديفيا سبع ندوات في العام. وتتمثل موضوعات الندوة في : الافتتاحية - المستقبل، تغيير سلوك المستهلك، الاتصالات التسويقية و العلامات التجارية، علاقات العملاء و المبيعات، التقنيات والخدمات الحديثة، نماذج الأعمال والإستراتيجيات، الختام – ماذا تعلمنا وماذا غيرنا؟
يحضر جميع الندوات الحية ما يقرب من 250 عضوًا من أعضاء ديفيا.